# سیاهرگ میان‌دنده‌ای بالایی
سیاهرگ میان‌دنده‌ای بالایی (انگلیسی: Superior intercostal vein) نام دو سیاهرگ است که فضای دوم، سوم و چهارم فضای میان‌دنده‌ای را تخلیه می‌کنند، به‌طوری‌که هر طرف بدن یک سیاهرگ دارد.

## سیاهرگ میان‌دنده‌ای بالایی راست
سیاهرگ میان‌دنده‌ای بالایی راست سیاهرگ‌های میان‌دنده‌ای پشتی دوم، سوم و چهارم را در سمت راست بدن تخلیه می‌کند. این سیاهرگ به سیاهرگ تَکی (آزیگوس) می‌ریزد.

## سیاهرگ میان‌دنده‌ای بالایی چپ
سیاهرگ میان‌دنده‌ای بالایی چپ سیاهرگ‌های میان‌دنده‌ای پشتی دوم و سوم را در سمت چپ بدن تخلیه می‌کند. این سیاهرگ معمولاً به سیاهرگ بازویی‌سری چپ می‌ریزد. همچنین ممکن است با سیاهرگ نیمه‌تکی فرعی ارتباط داشته باشد.
هنگامی که این سیاهرگ از پشت قوس آئورت عبور می‌کند، از زیر عصب میان‌بندی و رگ‌های پریکاردیاکوفرنیک (پیراشامه‌‌ای‌میان‌بندی) گذشته و سپس از روی عصب واگ عبور می‌کند.